# (9406) 1994 WG2
1994 دابليو جي 2 (ويعرف أيضًا باسم (9406) 1994 دابليو جي 2 وفق تسمية الكوكب الصغير) (بالإنجليزية: 1994 WG2)‏ هو كويكب ضمن حزام الكويكبات؛ وترتيبه 9406 من حيث الاكتشاف.
اكتُشف هذا الجُرم الفلكي بواسطة سيجي أويدا في 28 نوفمبر 1994.

## وصلات خارجية
- (9406) 1994 WG2 في قاعدة بيانات مختبر الدفع النفاث لأجرام النظام الشمسي الصغيرة

- الاكتشاف · مخطط المدار ·  العناصر المدارية · المعلمات المادية

- (9406) 1994 WG2 على موقع ويكي سكاي: DSS2, SDSS, GALEX, IRAS, Hydrogen α, X-Ray, Astrophoto, Sky Map, Articles and images